# Crawford County (Wisconsin)
Das Crawford County ist ein County im US-amerikanischen Bundesstaat Wisconsin. Im Jahr 2020 hatte das County 16.113 Einwohner und eine Bevölkerungsdichte von 10,9 Einwohnern pro Quadratkilometer. Der Verwaltungssitz (County Seat) ist Prairie du Chien, das nach dem französischen Namen von Prairie of the Dog benannt wurde, einem indianischen Häuptling.

## Geografie
Das County liegt im Südwesten Wisconsins, nördlich der Mündung des Wisconsin River in den die Grenze zu Iowa bildenden Mississippi. Es erstreckt sich über eine Fläche von 1552 Quadratkilometern, wovon 69 Quadratkilometer Wasserfläche sind. An das Crawford County grenzen folgende Nachbarcountys:
|                         | Vernon County |                 |
| Allamakee County (Iowa) |               | Richland County |
| Clayton County (Iowa)   | Grant County  |                 |

## Geschichte

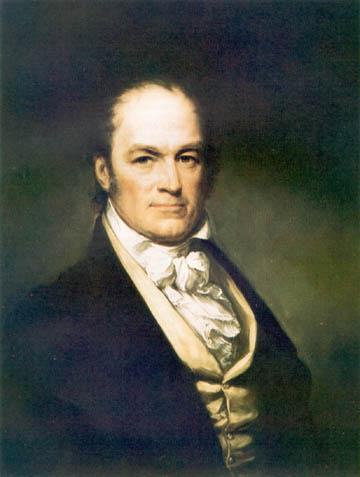
W. H. Crawford

Das Crawford County wurde 1818 als Original-County aus Teilen des Wisconsin-Territoriums gebildet. Benannt wurde es nach William H. Crawford, dem Finanzminister unter James Monroe in dieser Zeit. Der erste Handelsposten hier wurde 1685 eingerichtet.

## Bevölkerung
Nach der Volkszählung im Jahr 2010 lebten im Crawford County 16.644 Menschen in 6785 Haushalten. Die Bevölkerungsdichte betrug 11,2 Einwohner pro Quadratkilometer. In den 6785 Haushalten lebten statistisch je 2,35 Personen.
Ethnisch betrachtet setzte sich die Bevölkerung zusammen aus 96,7 Prozent Weißen, 1,9 Prozent Afroamerikanern, 0,3 Prozent amerikanischen Ureinwohnern, 0,4 Prozent Asiaten sowie aus anderen ethnischen Gruppen; 0,8 Prozent stammten von zwei oder mehr Ethnien ab. Unabhängig von der ethnischen Zugehörigkeit waren 1,0 Prozent der Bevölkerung spanischer oder lateinamerikanischer Abstammung.
21,5 Prozent der Bevölkerung waren unter 18 Jahre alt, 59,1 Prozent waren zwischen 18 und 64 und 19,4 Prozent waren 65 Jahre oder älter. 48,6 Prozent der Bevölkerung war weiblich.

Das jährliche Durchschnittseinkommen eines Haushalts lag bei 40.933 USD. Das Pro-Kopf-Einkommen betrug 22.049 USD. 12,3 Prozent der Einwohner lebten unterhalb der Armutsgrenze.

## Ortschaften im Crawford County
City
- Prairie du Chien

Villages
| - Bell Center - De Soto1 - Eastman - Ferryville | - Gays Mills - Lynxville - Mount Sterling - Soldiers Grove | - Steuben - Wauzeka |

Unincorporated Communities
| - Barnum - Boydtown - Charme - Easter Rock - Fairview - Harmony Hill | - Montgomeryville - Mount Zion - North Clayton - Petersburg - Pine Knob - Plugtown | - Reed - Rising Sun - Rolling Ground - Seneca - Towerville - White Corners |

1 – überwiegend im Vernon County

## Gliederung
Das Crawford County ist neben der Stadt Prairie du Chien und den zehn Villages in elf Towns eingeteilt:
| Town                     | Einwohner (2010) | FIPS     |
| ------------------------ | ---------------- | -------- |
| Town of Bridgeport       | 990              | 55-09550 |
| Town of Clayton          | 958              | 55-15075 |
| Town of Eastman          | 739              | 55-21925 |
| Town of Freeman          | 686              | 55-27700 |
| Town of Haney            | 309              | 55-32500 |
| Town of Marietta         | 470              | 55-49275 |
| Town of Prairie du Chien | 1073             | 55-65075 |
| Town of Scott            | 462              | 55-72275 |
| Town of Seneca           | 866              | 55-72500 |
| Town of Utica            | 661              | 55-82100 |
| Town of Wauzeka          | 422              | 55-84750 |

| Freeman Utica Clayton Scott Haney Seneca Eastman Marietta Wauzeka Prairie du Chien Bridge- port 1 1 – De Soto 2 2 – Soldiers Grove 3 3 – Ferryville 4 4 – Gays Mills 5 5 – Mount Sterling 6 6 – Bell Center 7 7 – Lynxville 8 8 – Steuben 9 9 – Eastman 10 10 – Wauzeka 11 11 – Prairie du Chien |